# Acacia jonesii
Acacia jonesii är en ärtväxtart som beskrevs av Ferdinand von Mueller och Joseph Henry Maiden. Acacia jonesii ingår i släktet akacior, och familjen ärtväxter. Inga underarter finns listade i Catalogue of Life.